# Where Is Anne Frank
Waar is Anne Frank, originele titel Where Is Anne Frank, is een animatiefilm uit 2021 onder regie van de Israëlische regisseur Ari Folman. De film werd buiten competitie vertoond op het filmfestival van Cannes 2021.
De animatiefilm Waar is Anne Frank vertelt vanuit een nieuw perspectief de geschiedenis van het Duits-Joodse meisje Anne Frank, dat tijdens de Tweede Wereldoorlog ondergedoken was in het Achterhuis in Amsterdam en een dagboek bijhield. Het dagboek, dat twee jaar na haar dood in 1945 in het concentratiekamp Bergen-Belsen werd gepubliceerd, is wereldberoemd geworden. Door het dagboek is Anne Frank een wereldwijd symbool geworden voor de slachtoffers van racisme, antisemitisme en fascisme. De film Waar is Anne Frank laat zien dat de geschiedenis van Anne Frank niet alleen over het verleden gaat, maar ook een geschiedenis van vandaag is. Het belangrijkste doel van de film is een jonger publiek te bereiken. Vanaf het voorjaar 2022 is de film in de Nederlandse bioscopen te zien.

## Verhaal
De hoofdpersoon in de animatiefilm Waar is Anne Frank is niet Anne Frank, maar Kitty, de denkbeeldige vriendin aan wie Anne Frank haar dagboek in de vorm van brieven schreef. In de film stapt deze "Lieve Kitty" uit het dagboek dat tentoongesteld wordt in het Anne Frank Huis in een toekomstig Amsterdam, komt tot leven en neemt de kijker mee op haar zoektocht naar het verhaal van Anne Frank en de betekenis van haar dagboek. Daarbij komen niet alleen historische onderwerpen zoals de opkomst van het nationaalsocialisme, het leven in het Achterhuis en de geschiedenis van de Holocaust aan bod, maar ook actuele onderwerpen als mensenrechten en vluchtelingen.

## Stemverdeling
| Acteur            | Personage           | Nederlandse stem      |
| ----------------- | ------------------- | --------------------- |
| Ruby Stokes       | Kitty               | Anne Buhre            |
| Emily Carey       | Anne Frank          | Ida Verspaandonk      |
| Sebastian Croft   | Annes Peter         | Julius de Vriend      |
| Ralph Prosser     | Kitty's Peter       | Daan van Dalen        |
| Michael Maloney   | Otto Frank          | Reinder van der Naalt |
| Samantha Spiro    | Edith Frank         | Jantine van den Bosch |
| Skye Bennett      | Margot Frank        | Tara Hetharia         |
| Naomi Mourton     | Awa                 | Daysha Ligeon         |
| Ari Folman        | Officier Van Yaris  | Frans Limburg         |
| Tracy-Ann Oberman | Augusta van Daan    |                       |
| Stuart Miligan    | Herman van Daan     |                       |
| Andrew Woodall    | Albert Dussel       |                       |
| Nell Barlow       | Officier Elsa Platt |                       |
| Maya Myers        | Sandra              |                       |

## Productie
De film was een initiatief van het Anne Frank Fonds in Basel (een non-profitorganisatie opgericht door Otto Frank in 1963) en is ontwikkeld in samenwerking met UNESCO, de Claims Conference, de Stichting Geheugen van de Shoah en diverse andere organisaties.
De film die in België het belastingvoordeel van de tax shelter genoot, kreeg onder de radar via de Britse Maagdeneilanden ook miljoenen van de Russische oligarch Roman Abramovitsj.
Waar is Anne Frank is oorspronkelijk ontworpen om volledig in stop-motion te worden opgenomen, waarbij de personages later zouden worden vervangen in traditionele 2D-animatie. Het werd uiteindelijk echter voornamelijk geproduceerd in 2D-animatie, met stop-motionsets die in sommige scènes als achtergrond werden gebruikt.

## Ontvangst
De film werd overwegend positief ontvangen door critici na de première in Cannes. Het verhaal van Anne Frank en haar dagboek wordt naverteld in deze vurige, oprechte en visueel prachtige animatiefilm, schreef de Britse krant The Guardian. Volgens The Hollywood Reporter drukt de film Where Is Anne Frank de onuitsprekelijke droefheid van het verhaal uit met welsprekendheid en gevoeligheid. Een complete heruitvinding van het verhaal van Anne Frank, dat moet resoneren in de harten van het jonge publiek waarop het is gericht, schreef Deadline Hollywood.